# Sloveso
Sloveso (lat. verbum) je ohebný slovní druh, který vyjadřuje činnost (jít), stav (ležet) nebo změnu stavu (zčervenat). Ve většině případů je sloveso ve větě přísudkem.

## Druhy sloves
- plnovýznamová slovesa mají vlastní význam - oproti pomocným nebo způsobovým slovesům, ale mnohá níže uvedená zvláštní slovesa mohou v určitém kontextu fungovat i jako plnovýznamová,
- neplnovýznamová slovesa
  - pomocné sloveso se používá jako nesamostatná složka vedle významového slovesa při tvorbě složených slovesných tvarů (např. české být při tvorbě minulého času: přišel jsem)
  - spona se používá při tvorbě přísudku jmenného se sponou (např. české být v přísudku je nemocný nebo byl ředitelem)
  - kategoriální sloveso (anglicky light verb) se používá při tvorbě ostatních slovesně-jmenných přísudků (verbonominální predikát); hlavní význam přísudku přináší jmenná složka, kategoriální sloveso přispívá slovesnými mluvnickými kategoriemi osoby, čísla, času aj. (např. české mít v mít strach)
  - způsobové (modální) sloveso se váže s infinitivem jiného, plnovýznamového slovesa a přidává k jeho významu rys nejistoty, možnosti, povinnosti nebo schopnosti (v češtině chtít, moci, smět, mít, muset, umět, dát se)
  - fázová slovesa jsou slovesa vyjadřující nějaký stav, ve kterém se činnost nachází (např. začít, přestat, zůstat)
- přechodné sloveso (tranzitivní) rozlišujeme podle valence slovesa, tj. podle toho, zda mají povinnou vazbu na přímý předmět ve 4. pádě (např. české koupit [něco]). Slovesný valenční systém většiny jazyků včetně češtiny je ale složitější a nevystačí jen s touto kategorií.

## Mluvnické kategorie sloves
Slovesa lze časovat, ve většině jazyků svým tvarem vyjadřují:
- osobu,
- číslo,
- čas,
- slovesný způsob,
- rod,
- vid
- třída
- vzor
- příčestí

### Osoba
Typicky existují tři kategorie osoby, které rozlišují, kdo je podmětem věty, zda je to:
- mluvčí (první osoba)
- posluchač (druhá osoba)
- někdo jiný (třetí osoba)

V některých jazycích se od tohoto systému objevují odchylky. Například v telugštině je první osoba množného čísla rozštěpena na tvar inkluzivní (já + ty + on) a exkluzivní (já + on, ale bez tebe).

### Číslo
Číslo (numerus) je gramatická kategorie, která udává počet účastníků děje. U většiny jazyků (včetně češtiny) je kategorie čísla založena pouze na protikladu jednosti - mnohosti, nicméně v některých jazycích je struktura složitější. Některé jazyky naopak nerozlišují ani jednotné a množné číslo, nebo jen v omezené míře - například v angličtině je druhá osoba identická pro obě čísla.

### Čas
Čas (tempus) v lingvistice znamená určitý tvar slovesa vyjadřující časové období, ve kterém daný děj probíhal/probíhá/bude probíhat. V různých jazycích se mohou časy rozlišovat na aktuální (minulý, přítomný, budoucí) a relativní (např. předminulý, předpřítomný, předbudoucí), které slouží k vyjádření předčasnosti či následnosti dějů. Mohou se též rozlišovat časy z hlediska probíhání nebo opakování děje, stavu a podobně.

### Způsob
Způsob (modus) je mluvnickou kategorií slovesa, která popisuje vztah slovesa a skutečnosti či záměru. Mnoho jazyků vyjadřuje odlišnost způsobů skrze morfologii slovesa.
Čeština rozlišuje pouze způsob oznamovací, rozkazovací a podmiňovací, některé jazyky mají systém slovesných způsobů složitější (např. něnečtina - jazyk na území Ruska - má 16 způsobů).

### Rod
Slovesný rod (genus verbi) je mluvnická kategorie slovesa. Slovesný rod je v různých jazycích obvykle dvojí, a to činný (aktivum) a trpný (pasivum). Zatímco aktivum vyjadřuje děj, který podmět aktivně vykonává, pasivum vyjadřuje děj, který podmět trpí (tj. který je „vykonáván na podmětu“). V některých jazycích (např. v klasické řečtině) existuje ještě třetí rod, tzv. medium, tj. případ, kdy podmět koná děj na sobě nebo ve svůj prospěch. V češtině této kategorii přibližně odpovídá zvratné sloveso.

### Vid
Vid (aspekt) je mluvnickou kategorií slovesa, která postihuje vztah k plynutí času. Lze vymezit dvě základní skupiny:
- Dokonavý / ukončený (perfektum) vs. neukončenost (imperfektum)
- Nedokonavý / průběhový (durativ) vs. neprůběhovost (stavovost, punktuál).

### Třída
Slovesná třída je mluvnická kategorie sloves. Určuje se podle koncovky, které se dělí do pěti kategorií.

## Neurčité tvary sloves
Sloveso v neurčitém tvaru nevyjadřuje mluvnické kategorie nebo jen některé z nich (např. rod, vid). Rozlišujeme následující neurčité tvary:
- infinitiv
- příčestí
- přechodník
- gerundium
- gerundivum
- supinum

### Infinitiv
Infinitiv (zast. neurčitek) je neurčitý tvar slovesa, který se nečasuje, tj. nevyjadřuje osobu, číslo, způsob a čas. Pokládá se za základní tvar slovesa, který je uváděn ve slovnících (reprezentativní tvar neboli lemma). V češtině končí na -t (běžně), -ti (zast. nebo kniž.), nebo -ci (zast. nebo vyššího stylu) (dělat/dělati, moct/moci).
Některé jazyky, jako např. arabština, bulharština, makedonština a moderní řečtina, infinitiv nemají a musejí ho tedy vyjadřovat opisně.
Infinitiv sice nevyjadřuje všechny mluvnické kategorie sloves, má však schopnost vyjadřovat slovesný rod a vid. V některých jazycích existují infinitivy pro různé časy, např. v angličtině infinitiv minulý, který se používá pro děj, který začal nebo proběhl před jiným dějem.

### Příčestí
Příčestí (participium) je neurčitý jmenný tvar slovesa, který má v jazyce různé funkce, např.:
- účast na tvorbě složených slovesných časů;
- účast na tvorbě trpného rodu;
- funkce přívlastku.

Pro různé jazyky existuje různý inventář příčestí, např. příčestí minulé, příčestí trpné. Přechodník, gerundium, gerundivum a supinum se někdy rovněž řadí k příčestím.

### Přechodník
Přechodník (transgresiv) je neurčitý tvar slovesa vyjadřující současně probíhající nebo navazující děje. V češtině se postupem času přechodníky přestaly běžně používat a nyní jsou považovány za tvary archaické či archaizující. Nejčastěji se objevují v historické a umělecké literatuře. Ve větě zastávají zpravidla funkci doplňku (vztahují se k přísudku i k podmětu).

### Gerundium
Gerundium je neurčitý tvar slovesa, který se blíží podstatnému jménu. V češtině se nevyskytuje, ale víceméně mu odpovídají podstatná jména slovesná, tzv. substantivní deverbativa (vedení, krytí). Běžné je například v angličtině (cleaning - „uklízení“) nebo v latině.

### Gerundivum
Gerundivum je neurčitý tvar slovesa, který se blíží přídavnému jménu. V češtině se nevyskytuje, ale víceméně mu odpovídají přídavná jména, utvořená ze sloves (sedící, hladovějící). Běžné je například v latině, kde plní funkci příčestí.

### Supinum
Supinum je neurčitý ustrnulý tvar slovesa. Využití se v různých jazycích liší. Vyskytovalo se ve staré češtině, v současnosti je jediným českým supinem knižní výraz jít spat (místo spát). Vyskytuje se například v latině nebo švédštině.